# Secretaría Nacional de la Juventud (Chile)
La Secretaría Nacional de la Juventud (SNJ) fue un organismo de la dictadura militar de Chile dirigido a la juventud, dependiente del Ministerio Secretaría General de Gobierno a través de su División de Organizaciones Civiles.

## Historia
Fue creada el 28 de octubre de 1973 como forma de colaborar en la relación entre la dictadura y las distintas organizaciones juveniles del país. No obstante, en la práctica, este organismo desempeñó un rol tutor de la juventud de aquel entonces, más que una división destinada al conocimiento de las inquietudes o problemas de este sector de la población.

[Se debe ofrecer] a la juventud una gran tarea: hacer de Chile una gran nación [...]. Por ello, es menester ir dotando al Gobierno de un contenido de ideas cada vez más completo y orgánico, dentro de la perspectiva nacionalista, realista y pragmática que caracteriza al actual régimen. [...] la Secretaría de la Juventud tendría por objetivo transformar el apoyo juvenil en un apoyo que dé vigor intelectual al régimen y acentúe el carácter militante de la reconstrucción nacional.
Jaime Guzmán, en discurso a la Junta de Gobierno.

Revista de la Secretaría Nacional de la Juventud.

Lo anterior quedó de manifiesto tanto en las publicaciones de la entidad, como en algunas de las actividades promovidas por esta, de las cuales la más recordada es el Acto de Chacarillas, encuentro de Augusto Pinochet con 77 jóvenes chilenos representantes de distintas áreas culturales en el cerro Chacarillas, el 9 de julio de 1977. En aquella instancia, además de enjuiciar duramente el sistema económico y político vigente hasta 1973, se expusieron públicamente, y por primera vez tras el golpe de Estado, los lineamientos políticos y jurídicos que determinaran la creación de una nueva institucionalidad. En este contexto, los jóvenes presentes en aquel acto son llamados a formar parte activa en este movimiento de reestructuración, a través de una actitud legitimadora y defensiva del accionar de las Fuerzas Armadas de la época, además de invitarlos a participar dentro de los márgenes legales u orgánicos establecidos por las mismas.
Hacia 1988 la mayoría de los archivos de la SNJ fueron destruidos por la dictadura militar. La Secretaría Nacional de la Juventud fue disuelta el 16 de febrero de 1991 por la Ley 19042, firmada por el presidente Patricio Aylwin, siendo reemplazada por el Instituto Nacional de la Juventud.

## Funciones
Según el artículo 11 del Decreto 11 del 30 de noviembre de 1976 tenía como función principal «colaborar en la relación del Supremo Gobierno con las organizaciones juveniles, para integrar al joven en el desarrollo cultural, social y económico del país a través de su actividad organizada y voluntaria». Sus objetivos específicos eran:
- Proponer planes y programas destinados al fomento de la educación, el deporte, la cultura, la recreación y el bienestar juvenil.
- Promover la creación de organismos juveniles que tiendan a completar la formación de sus integrantes, desarrollar sus aptitudes, orientarlos y cultivar hábitos de servicio público, y apoyar, coordinar, asesorar, capacitar y orientar a dichas organizaciones.
- Recoger las inquietudes y necesidades del joven y las organizaciones juveniles.
- Promover, en el ámbito internacional, el intercambio de contactos, experiencias y conocimientos que digan relación con el quehacer juvenil.

## Secretarios nacionales
- Sergio Gutiérrez Irarrázabal (octubre de 1973-marzo de 1974)
- Cristián Valdés Zegers (marzo de 1974-junio de 1975)
- Jorge Fernández Parra (junio de 1975-mayo de 1976)
- Francisco Bartolucci (mayo de 1976-abril de 1978)
- Humberto Prieto Concha (abril de 1978-mayo de 1979)
- Luis Cordero Baeza (mayo de 1979-marzo de 1983)[5]
- Patricio Melero (marzo de 1983-1985)
- Luis Ignacio Fernández Doren (1985-1987)
- Roberto Lewin Valdivieso (1987-1990)